# کریستوفر میلر
کریستوفر چارلز میلر (به انگلیسی: Christopher Charles Miller) (زادهٔ ۱۵ اکتبر ۱۹۶۵) یک سرهنگ بازنشسته و سیاستمدار آمریکایی است که از نوامبر ۲۰۲۰ تا ژانویه ۲۰۲۱ به عنوان سرپرست وزارت دفاع ایالات متحده آمریکا خدمت کرد. او از اوت تا نوامبر ۲۰۲۰ به عنوان مدیر مرکز ملی مبارزه با تروریسم و از ژوئن تا اوت ۲۰۲۰ به عنوان دستیار موقت وزیر دفاع ایالات متحده آمریکا در عملیات‌های ویژه و درگیری‌های کم شدت فعالیت کرد. مقامی که وی در ۶ اوت ۲۰۲۰ به اتفاق آرا توسط سنا تأیید شد. وی در پی اخراج مارک اسپر از منصب وزیر دفاع، توسط دونالد ترامپ، رئیس‌جمهور وقت، در ۹ نوامبر سال ۲۰۲۰ به عنوان سرپرست وزارت دفاع منصوب شد.

## اوایل زندگی و تحصیل
میلر در پلتیویل، ویسکانسین از «لوئیس ام» و «هاروی دی میلر» متولد شد و در آیووا سیتی، آیووا بزرگ شد. وی در سال ۱۹۸۷ لیسانس هنر را از دانشگاه جرج واشینگتن دریافت کرد و در سال ۲۰۰۱ نیز از کالج جنگی نیروی دریایی فوق لیسانس علوم امنیت ملی را دریافت کرد.

## حرفه
میلر یکی از نیروهای ویژه ارتش ایالات متحده آمریکا بود و از سال ۱۹۸۳ تا ۲۰۱۴ در ارتش خدمت کرده‌است. میلر پیش از منصب سرپرست وزارت دفاع، به عنوان مدیر مرکز ملی مبارزه با تروریسم و مشاور سابق شورای امنیت ملی ایالات متحده فعالیت می‌کرد.

## زندگی شخصی

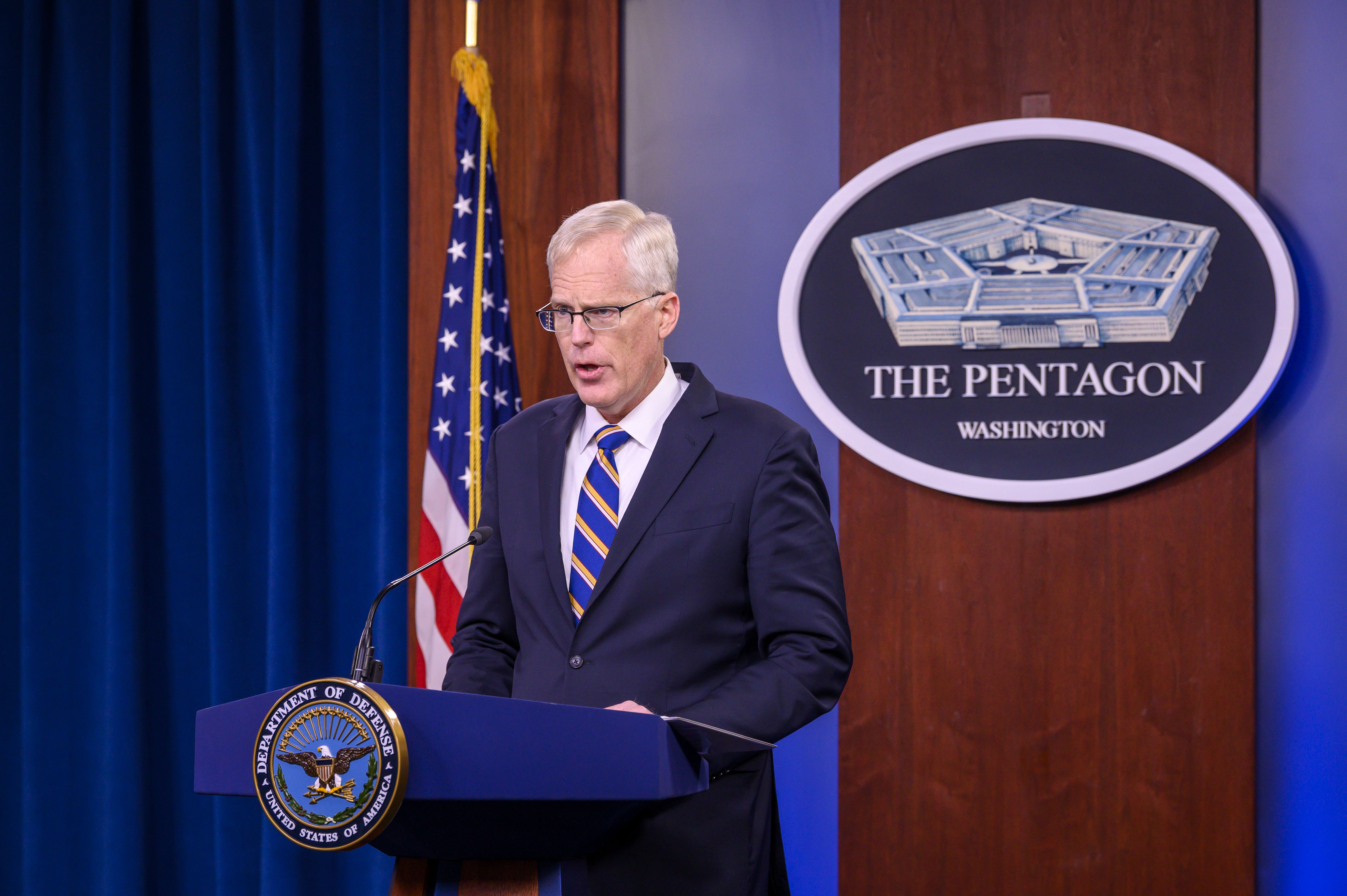
کریستوفر میلر

میلر با کاترین الیزابت ماگ (Kathryn Elizabeth Maag) مدیر دفتر یک گروه لابی برای سلامتی و محیط زیست ازدواج کرده، و دارای سه فرزند است.